# Дега (кратер)
Дега — лучевой кратер на Меркурии, находящийся на 36. 99°с.ш. и 127. 24° з.д. Диаметр составляет 54 км. Назван в честь французского художника-импрессиониста Эдгара Дега в 1979 году. Возраст кратера составляет 500 млн лет.
Дно кратера покрыто расплавленными импактитами c многочисленными трещинами. Центральный пик состоит из подповерхностного материала, поднятого ударом.